# Castiglione di Paludi
Castiglione di Paludi è un sito archeologico situato nel comune di Paludi, in provincia di Cosenza.
Il sito si trova su un colle a circa 8 km dal mar Ionio, tra le valli dei torrenti S. Elia e Scarmaci-S. Martino che confluiscono nel vicino torrente Coserie.
Comprende una necropoli dell'età del ferro (IX-VIII secolo a.C.) e un centro fortificato del IV-III secolo a.C.. La città della fase più recente è racchiusa da una notevole cinta muraria, costruita in opera quadrata di blocchi di arenaria, con una porta di accesso con cortile interno e due torri circolari sul lato orientale, postierle e torri circolari. All'interno dell'abitato gli scavi hanno restituito un teatro con sedili scavati nella roccia o costruiti nella parte bassa della cavea in blocchi di arenaria, che doveva costituire un luogo di riunione e diversi edifici di abitazione. Un deposito di terrecotte votive scavato fuori dalla porta principale testimonia l'esistenza di un piccolo luogo di culto.
Gli scavi sono stati condotti dal 1949 al 1956 e ripresi tra il 1978 e il 1993, mentre in seguito il sito è stato dapprima abbandonato e poi risistemato come parco archeologico, inaugurato nel 2016.
In seguito alla presenza di bolli con tegole in osco la città è supposta essere un centro brettio, identificata con Cossa, citata in un frammento di Ecateo di Mileto (VI secolo a.C.) e nel De bello civili di Cesare, che lo colloca nel territorio di Thurii.
In alternativa, in base al fatto che le fonti si riferiscono ad epoche per le quali gli scavi non hanno documentato resti archeologici, in base alla concezione avanzata della cinta difensiva e in base al ritrovamento nel sito anche di iscrizioni in greco, il centro è stato ipotizzato di fondazione greca e passato in seguito sotto il controllo brettio, e ipoteticamente identificato con una città fortificata voluta da Alessandro il Molosso nel territorio di Thurii, sul fiume Acalandros, di cui ci informa Strabone,. Il centro sarebbe stato costruito come sede della lega italiota per sostituire la tarantina Eraclea.